# Club Deportivo Ribaforada
El Club Deportivo Ribaforada es una entidad deportiva de Ribaforada, España. Fundada como club de fútbol en 1921, es uno de los más longevos de Navarra. Un clásico de la tercera división, llegó a disputar dos veces el ascenso a segunda división B. Actualmente milita en la categoría de Primera Regional. Su estadio es el San Bartolomé.

## Historia

### Fundación
El Club Deportivo Ribaforada comenzó a gestarse a finales de 1920 en el seno de una asociación recreativa previa, llamada Sociedad de Baile El Cerezo. Su fundación se materializó en febrero de 1921 gracias al interés por el deporte de una serie de jóvenes de la localidad, especialmente por el novedoso foot-ball, y el impulso dado por Eduardo Aizpún Andueza. El primer nombre que adoptó hasta 1928 fue el de Club Deportivo Imperio, en homenaje al Canal Imperial que atraviesa la villa, aunque luego se decidió adoptar el nombre actual, menos "pretencioso", y la primera sede se domicilió en el Bar de Pijín, sita en la calle Príncipe de Viana. Como dijimos al principio, esta nueva sociedad deportiva nació en fusión con la anterior Sociedad de Baile El Cerezo, que le surtía de fondos recaudados en sus verbenas para realizar las actividades deportivas. El primer partido que disputó su equipo de fútbol, fecha que marca la presentación pública y oficial, fue el 3 de febrero de 1921, con ocasión de las fiestas patronales de San Blas, contra el S.C. Manlia de Mallén (Zaragoza). Se jugó en un campo improvisado con unas porterías provisionales de madera colocadas en las eras y el equipo local venció 3-1. A partir de este encuentro, se sucedieron numerosos enfrentamientos amistosos (gratuitos) entre las localidades cercanas y con el también recién fundado C.A. Osasuna que consolidaron a la entidad, hasta la recogida oficial del reglamento del Club el 2 de enero de 1924. Paulatinamente, el C.D. Imperio tomó solera: cambió el nombre, su escudo adquirió un diseño más elaborado y se adoptaron los colores característicos (excepto el bragero negro), la sociedad deportiva se modernizaba al mismo tiempo que la Guerra Civil se acercaba. Tras el paréntesis bélico, donde desafortunadamente cesó la actividad deportiva, en 1943 el equipo despertó del letargo y se reanudaron los amistosos con devolución de la visita, pero esta vez, con la intención de recaudar fondos para los gastos materiales, los aficionados aportaban la voluntad. Durante este tiempo, los valores y las formas del club llamaron la atención de muchos mantenedores que promocionaron tanto económicamente como anímicamente su actividad. El creciente interés por el fútbol en general y el equipo en particular exponenció la afición por los colores, favoreciendo en 1947 el emplazamiento sedentario del primer terreno de juego, localizado en la era (al norte del núcleo urbano), un rectángulo de juego abierto de 98x57 m. de extensión al que se le bautizará como Campo de Fútbol San Bartolomé. Hasta aquí la proto-historia del club antes de entrar en competición oficial.

### Competición oficial

Alineación inicial del CD Ribaforada luciendo uniforme alternativo (final años 40 o principios de los 50).

A partir de la temporada 1949/50 el C.D. Ribaforada entró en competición oficial. Lo hizo en el grupo C de la Segunda Regional, el 11 de septiembre de 1949, tras la disputa en el campo local San Bartolomé de un gran partido contra el C.D. Iruña (de Pamplona), en el que las crónicas sólo echaron de menos los goles. La sede del club se localizó esta vez en el Café-Bar Iruña, desde donde se organizó la entidad. Las expectativas populares en el equipo fueron altas, y tanta fue la afluencia de socios que, avanzado el campeonato, se especuló con comenzar a fichar a jugadores foráneos que aportaran técnica a la estrategia del equipo. Así se hizo, consiguiéndose terminar la temporada en una meritoria segunda posición en la tabla que permitió jugar una fase de ascenso donde el equipo notó la novatada y cayó eliminado. Pero la moral no decayó, muy al contrario, los contratiempos fortalecieron a la entidad. La temporada siguiente, aprovechando el tirón, el campo se cerró con cañas para comenzar a cobrar entrada y mantener así los gastos de la competición. El Ribaforada quedó quinto en la clasificación del grupo A.
Durante las temporadas siguientes, comenzaron a despuntar las primeras promesas locales, algunos ficharon por equipos de más renombre, como fue el caso del gran guardameta Marcelino Lorente Zardoya. En 1954 saltó la gran noticia de que el Ayuntamiento local se comprometía a construir un campo que fuera digno del equipo que representaba al pueblo. El campo en el que por entonces se jugaba quedaba inutilizado por el proyecto de unas doscientas casas de protección oficial que se pensaban edificar, así que durante el tiempo de las obras, el C.D. Ribaforada se vio de nuevo obligado a jugar en otro campo provisional, esta vez un poco más al norte del viejo San Bartolomé, mientras se construía el nuevo. Como curiosidad, el campo circunstancial contó con la presencia en un partido de 1954 del presidente dominicano Rafael Trujillo, ya que se encontraba de visita oficial en España y se acercó para visitar la sede local de Conservas Trujillo, un negocio hortofrutícola que su tercera mujer tenía afincado en la localidad. Como era de prever, la atención se centró más en el plano logístico que en el deportivo y los resultados del equipo no fueron muy halagüeños. Tanto que desde 1957 a 1961, al no existir una directiva consolidada, los únicos encuentros que se jugaron fueron amistosos y las esporádicas reuniones de los directivos se realizaron en independencias del popular Bar Moderno. Pero a partir de 1961 el club renació con más ímpetu ante lo que podemos denominar el actual C.D. Ribaforada. Nuevos promotores, unas arcas saneadas, un nuevo y esplendoroso Campo San Bartolomé, con un terreno de juego de amplias dimensiones (110x52 m.), unos vestuarios, terrenos de entreno, un contiguo hogar juvenil y mucha ilusión. En 1974 el club presentó de forma oficial su sección femenina, en el Trofeo de Navidad disputado el 25 de diciembre frente al C.D. Buñuel. El equipo femenino compite actualmente en la modalidad de fútbol sala.

### Modernización
Tras varios años en las divisiones regionales navarras en la que se logró subir a Preferente en la temporada 1983/84, el club logró ascender en la temporada 1986/87 a la categoría de tercera división española. Y hasta en dos ocasiones llegó a disputar la Fase de Ascenso a la segunda división B, concretamente las temporadas 1993/94 y 1995/96, de la mano de Adolfo Pérez Marañón. Esta última cayendo por 3-0 contra la R.S. Gimnástica, entrenada por Manolo Preciado en los Campos del Malecón. A partir de entonces, el club se modernizó y adquirió solera: se remodela el campo, construyen gradas para los aficionados, inaugura un servicio de bar, firma importantes contratos con los jugadores más cotizados de la comarca, replanta el césped... Tras unos años de cierta bonanza, a finales de los años noventa la entidad sufre una fuerte crisis económica y se decide que sean los jóvenes del pueblo los que reconduzcan la situación. Tras varios años de altibajos por las categorías regionales navarras, el club volvió a presentar una tendencia alcista al lograr una fuerte masa de socios y aficionados en armonía con una plantilla completa y equilibrada de jugadores locales y foráneos. Así, el 30 de mayo de 2010 el club consiguió por méritos propios el ascenso a la categoría de Regional Preferente (grupo 2.ª) tras quedar segundo en su liga regular y primero en el grupo II de la liguilla de ascenso. En 2011 el club celebró su noventa aniversariocon un multitudinario y emotivo acto oficial. En la jornada participaron socios, seguidores, jugadores y simpatizantes del club, además de múltiples representantes del fútbol navarro, y estuvo presidida por su presidente, Pedro Sanz, y el presidente de la Federación Navarra de Fútbol, José Luis Díez, quién homenajeó a la entidad con una placa conmemorativa y una edición especial de una obra enciclopédica sobre la consecución del Mundial 2010 por parte de la Selección Española. En la temporada 2012/13, tras haber descendido por 'golaverage' un año antes, recuperó la categoría tras ganar por tercera vez en su historia la primera regional. En posteriores años, ha mantenido altibajos en la competición entre la Regional Preferente y la Primera Regional. En la temporada 2019/20 el equipo estaba firmando uno de sus peores registros competitivos cuando la pandemia de coronavirus obligó a su suspensión.

### Centenario
Tras alrededor de un año de parón en la competición regular, el club celebró en la temporada 2020/21 el centenario de fundación, aunque los actos de festejos públicos tuvieron que limitarse y, en algunos casos, posponersedebido a las restricciones sanitarias derivados de la pandemia de covid-19. Aunque la competición quedó paralizada, el club siguió colaborando en diferentes actividades, como en el reparto del tradicional Rosco de San Blas durante la festividad del patrón local. Durante la propia jornada en la que se cumplió el centenario, el 3 de febrero, fueron numerosos los clubes, entidades y protagonistas del fútbol navarro los que le felicitaron la efeméride a través de sus redes sociales. El club respondió con gratitud a través de un vídeo homenaje y emplazó a una futura celebración. Además, el Consistorio local le puso su nombre a una calle anexa al campo de fútbol que carecía de denominación.
Levantadas ciertas restricciones durante el verano de 2021, el club celebró varios actos oficiales de homenaje y el San Bartolomé albergó varios encuentros de primer nivel que sirvieron de homenaje a la entidad centenaria. El 21 de julio se celebró el partido entre los equipos de primera y segunda división de CA. Osasuna y SD. Huesca, con victoria rojilla por 2-1 (gol de Escriche para los oscenses y de Nacho Vidal y Chimy Ávila para los navarros), siendo el primer encuentro de pretemporada que afrontaron ambos equipos después del parón obligado por la pandemia (el siguiente encuentro que disputaron los rojillos fue diecinueve días después en Anfield, Liverpool 3-1 Osasuna). El otro partido que albergó el feudo ribaforadero fue el amistoso disputado el 31 de julio entre CD. Tudelano y UD. Logroñés, con resultado de 1-3 para los riojanos.
El 23 de agosto de 2021, aprovechando el contexto del chupinazo de la víspera que anuncia las fiestas de San Bartolomé, el club homenajeó en un acto celebrado en el auditorio de la Casa de Cultura de la localidad a todos presidentes entonces vivos de su historia, que fueron obsequiados con un pañuelico rojo y una placa en agradecimiento a su aportación a la entidad.
El primer encuentro que disputó el club ribaforadero en su segundo siglo de historia fue el amistoso celebrado en el San Bartolomé el 10 de agosto con victoria del CD. Ribaforada sobre el AD. Cabanillas por 2-1. El 21 de agosto, el equipo disputó el Trofeo San Bartolomé con un partido conmemorativo contra el C.D. Mallén que revivió aquel partido inaugural de la entidad. El encuentro fue presidido por Eva Aizpún y su hijo, nieta y biznieto del fundador del club, a quienes se les obsequió con una placa, una camiseta oficial de juego y un pañuelico rojo en agradecimiento póstumo. Además, descubrieron una placa conmemorativa del acontecimiento sita en la puerta de las instalaciones de los vestuarios. También asistieron jugadores emblemáticos de varias etapas del club, quienes ofrecieron un discurso conmemorativo. En ese encuentro el equipo estrenó la equipación especial del centenario que luciría durante toda la temporada. Ésta volvía a lucir los primigenias rayas blanquiazules en lugar del tradicional rojo. El equipo lanzó el cohete de las fiestas patronales de San Blas de Ribaforada el 3 de febrero de 2022. En octubre de ese año, la Asociación Cultural El Encuentro realizó un mural de grandes dimensiones titulado "Proyecto Centenario" en los muros del San Bartolomé en el que se representan los símbolos y colores del club a lo largo de su historia enmarcando a varias figuras de niños y niñas que representan el porvenir futbolístico de la localidad.

Club Deportivo Ribaforada
En recuerdo a todas las juntas directivas y jugadores que han hecho posible que nuestro club haya llegado a los 100 años. Sin todos vosotros esto no hubiera sido posible. Siempre os llevaremos en nuestros corazones.
Estando en la presidencia Míchel Fernández Ariza, esta placa se inauguró por Eva Aizpún, nieta del fundador de este club.
Placa conmemorativa del centenario expuesta a la entrada de los vestuarios

En la temporada 2022/23 el club logró ganar por cuarta vez la Primera Regional, esta vez en el grupo I. Tras superar la fase de ascenso, una década después, volvió a subir a Regional Preferente. Al principio de la misma, el gobierno de Navarra otorgó al club la Medalla al Mérito Deportivo por su aportación a los valores deportivos navarros en su más de cien años de trayectoria. Además, el Consistorio local nombró al club con el tradicional título de Ribaforadero Popular por medio del Motoclub Caballos de Fuego, encargado de entregar cada víspera de San Bartolomé tan insigne galardón.

## Símbolos

### Escudo
El C.D. Ribaforada ha contado con al menos cinco escudos a lo largo de su historia. A estos habría que sumarle el escudo específico que lucen sus filiales desde el año 2000 en adelante (ligeramente actualizado recientemente).
El primer escudo del que se tiene constancia documental se nombra cuando se produce el cambio de denominación en 1928 pero se desconocen los detalles exactos de su diseño. Probablemente fueran sus primeras siglas CDI (C.D. Imperio) dispuestas de alguna forma entrelazada. 
El segundo, diseñado por el presidente José Lafraya Castrillo a finales de los años veinte, constaba de las nuevas siglas del club CDR, en tipografía de estilo gótica, enmarcadas en un círculo y coronadas por un balón antiguo. Este se utilizó hasta bien entrados los años sesenta.
El tercer escudo fue portado en las década de los setenta. Se simplificó el diseño anterior, enmarcando las siglas CR (de Club Ribaforada) con un ribete circular y dorado. Las iniciales también lucían doradas, sobre fondo negro. La R más pequeña, dentro de la C, y con tres líneas paralelas y verticales que atravesaban en centro hasta el texto. Como curiosidad, este emblema fue el primero en ser también utilizado en los pantalones, pero como éstos eran oscuros, el color negro del fondo se sustituía por el blanco, pasando las letras a ser negras para mejorar el contraste.
El cuarto, correspondiente a principios de los años ochenta, el equipo lució por primera vez en su camiseta el escudo heráldico de la localidad, en su versión ovalada.
Por último, el quinto tipo se viene utilizando desde 1987 y consta de un diseño más elaborado, en el que se enmarcan los símbolos que representan a la localidad, acompañados de un balón y bajo el título de Fundado en 1921.
|                                                                     |
| Escudo de J. Lafraya extraído de un cuño oficial (finales años 20). |

|                                                          |
| Escudo con las iniciales CR en alto contraste (años 70). |

|                                                                 |
| Escudo heráldico local de formato oblongo (principios años 80). |

|                                                 |
| Escudo actual del C.D. Ribaforada (desde 1987). |

|                                                             |
| Cuño del primer escudo del equipo filial (años 2000-ca.17). |

|                                                                |
| Diseño actual del escudo de los equipos filiales (desde 2017). |

### Himno
El himno del club se titula ¡Aúpa Ribaforada! y fue compuesto en la década de los ochenta por el popular maestro compositor pamplonés M. Turrillas. Se compone, melodía y letra a ritmo de jota navarra, de dos estribillos divididos por una jota. La Banda de Música y la Coral de Ribaforada lo han interpretado en varias ocasiones para recibir al equipo, como en la celebración de su primer ascenso a Tercera división.

Somos de Ribaforada, bonito pueblo ribero,

donde hay mocetas alegres y chavales jaraneros.

Hoy nuestro equipo de fútbol sabe jugar con salero

y tiene una delantera que es pesadilla de los porteros.

Es un equipo de mucho aguante, lucha con furia quedando triunfante.

Con el aplauso de la afición, Ribaforada será campeón.

[Jota] Quisiera ser un jilguero, para cantar bien la jota.

Quisiera ser un jilguero, cantarle a Ribaforada, lo mejor del mundo entero.

Es tanto lo que le quiero que jamás lo he de olvidar.

Ribaforada es famosa por su riqueza hortelana,

su gente noble y valiente, siempre alegre y campechana.

Por cada chica bonita que se asoma a la ventana

como una rosa lozana con el rocío de la mañana,

cantan la jota los rondadores y ellas la escuchan soñando en amores.

Tras el visillo de su balcón, más de una chica entregó el corazón.
Himno ¡Aúpa Ribaforada!, M. Turrillas

Además, la afición cuenta con diversos cánticos originales para animar al equipo, como el grito de guerra "¡Aúpa Ribaforada!" o "¡Aúpa rojillos!". A Marcelo Lorente, un excelente portero de los inicios del club, se le compuso un popular cántico basado en el famoso cuplé de Teresita Zazá:

«¡Alirón! ¡Alirón!

¡El Ribaforada es campeón!

Y tenemos un portero

que vale mucho dinero,

que se tira po'l suelo 

pa'que no le metan gol».
Estribillo de la coplilla.

Otros cánticos oficiosos provienen del propio núcleo del vestuario, como la tradicional conjura "¡Una, dos y tres... Ribaforaaada!" que el equipo, con el capitán a la cabeza, grita en la piña del vesturio previa a la salida al terreno de juego. Otros provienen de gestas deportivas. Por ejemplo, el equipo hace suyo el lema "La felicidad de ser campeón nos hace cantar con gran emoción" tras proclamarse campeón de Liga de la segunda regional en la temporada 1967/68.

## Indumentaria

### Historia y Evolución
Su primera equipación era blanquiazul, compuesta de camiseta azul y blanca (a rayas anchas y verticales) con pantalón negro. En los inicios, el portero lucía una elástica marrón. Con el tiempo, los colores principales tornaron a rojiazules. Parece ser que la causa de tan importante cambio fue circunstancial, por simpatía con el C.A. Osasuna según cuentan los protagonistas. Cada equipación que lució el equipo en su primer partido en competición oficial (11 se septiembre de 1949) valía 110 y 125 ptas. (según el número de dígitos que lucía el dorsal). Éstas habían sido ofrecidas anteriormente al C.A. Osasuna pero las desestimó por "caras". Se cuenta que, bajando en tren desde Pamplona hasta Zaragoza, los representantes de la marca deportiva correspondiente se apearon en Ribaforada al ver anexo al ferrocarril el campo de fútbol y consiguieron cerrar el trato. Este curioso hecho explica el color de la actual vestimenta: Camisa roja (con números blancos), pantalón negro y medias negras con ribete rojo. El portero siguió llevando una elástica marrón.
Colores históricos de la equipación:
- Titular: camiseta roja, pantalón azul y medias rojas.
- Segunda: camiseta azul, pantalón azul y medias rojas.
- Tercera: camiseta blanca, pantalón blanco y medias blancas.
- Cuarta: camiseta naranja, pantalón negro y medias naranjas.
- Guardameta: Primera (negra), Segunda (rosa), Tercera (verde), Cuarta (blanca).

| 1921-25 | 1925-39 | 1939-49 | 1949-61 | 1970-80 | Fem. 1974-75 | 1980-86 | 1993-94 | 1994-96 |

| 2004-07 |

| 1921-25 | 1925-39 | 1939-49 | 1949-61 | 1970-80 | Fem. 1974-75 | 1980-86 | 1993-94 | 1994-96 |

| 2004-07 |

| 1921-25 | 1925-39 | 1939-49 | 1949-61 | 1970-80 | Fem. 1974-75 | 1980-86 | 1993-94 | 1994-96 |

| 2004-07 |

| 1921-25 | 1925-39 | 1939-49 | 1949-61 | 1970-80 | Fem. 1974-75 | 1980-86 | 1993-94 | 1994-96 |

| 2004-07 |

| 1921-25 | 1925-39 | 1939-49 | 1949-61 | 1970-80 | Fem. 1974-75 | 1980-86 | 1990-93 | 1993-96 |

| 1921-25 | 1925-39 | 1939-49 | 1949-61 | 1970-80 | Fem. 1974-75 | 1980-86 | 1990-93 | 1993-96 |

| 1921-25 | 1925-39 | 1939-49 | 1949-61 | 1970-80 | Fem. 1974-75 | 1980-86 | 1990-93 | 1993-96 |

| 1921-25 | 1925-39 | 1939-49 | 1949-61 | 1970-80 | Fem. 1974-75 | 1980-86 | 1990-93 | 1993-96 |

### Proveedores y patrocinadores
Actualmente viste la marca deportiva Joma. El primer equipo ha lucido una patrocinador en el frontal de su camiseta desde 1985. Actualmente, su patrocinador principal es Grupo Aismar. La marca actual de los equipos filiales es Erreà y su patrocinio, Hortícola Sanz.
| Periodo         | Proveedor           | Patrocinador                    | Patrocinador secundario |
| --------------- | ------------------- | ------------------------------- | ----------------------- |
| 1921-25         | Desconocido         | Ninguno                         | Ninguno                 |
| 1925-39         | Desconocido         | Ninguno                         | Ninguno                 |
| 1939-49         | Desconocido         | Ninguno                         | Ninguno                 |
| 1949-61         | Desconocido         | Ninguno                         | Ninguno                 |
| 1970-80         | Desconocido         | Ninguno                         | Ninguno                 |
| 1980-85         | Desconocido         | Ninguno                         | Ninguno                 |
| 1985-86         | YUMAS               | L'AGUDANA / CÁRNICAS RIBAFORADA | Ninguno                 |
| 1986-88         | Desconocido         | SAME Arrondo                    | Ninguno                 |
| 1988-89         |                     |                                 | Ninguno                 |
| 1989-90         |                     | Desconocido                     | Ninguno                 |
| 1990-96         |                     | COOP. AGRÍCOLA SAN BLAS         | Ninguno                 |
| 1996-98         | OPEL TUDASA         |                                 | Ninguno                 |
| 1998-03         | AISMAR Poliuretanos |                                 | Ninguno                 |
| 2003-04         |                     | Hotel SANCHO EL FUERTE          | Ninguno                 |
| 2004-07         | Aislamientos EUNA   | TALLERES HNOS. VITALLE          |                         |
| 2007-2008       |                     | Ninguno                         | Ninguno                 |
| 2008-2009       |                     | ASPIL                           | Ninguno                 |
| 2009-10         | Cafetería GALLERY   |                                 | Ninguno                 |
| 2010-11         |                     | RÍOS RENOVABLES                 | Ninguno                 |
| 2011-15         |                     | RÍOS RENOVABLES                 | Ninguno                 |
| 2015-17         | RÍOS                | RÍOS Pádel Sport                | Ninguno                 |
| 2017-20         | MEDES               | RÍOS RENOVABLES                 | Ninguno                 |
| 2017-21         |                     | GRUPO AISMAR                    | Ninguno                 |
| 2021-23         |                     | Ninguno                         | 40 marcas               |
| 2023-2025       |                     | GRUPO AISMAR                    | Ninguno                 |
| 2025-actualidad | PIC                 |                                 | Ninguno                 |

## Infraestructura

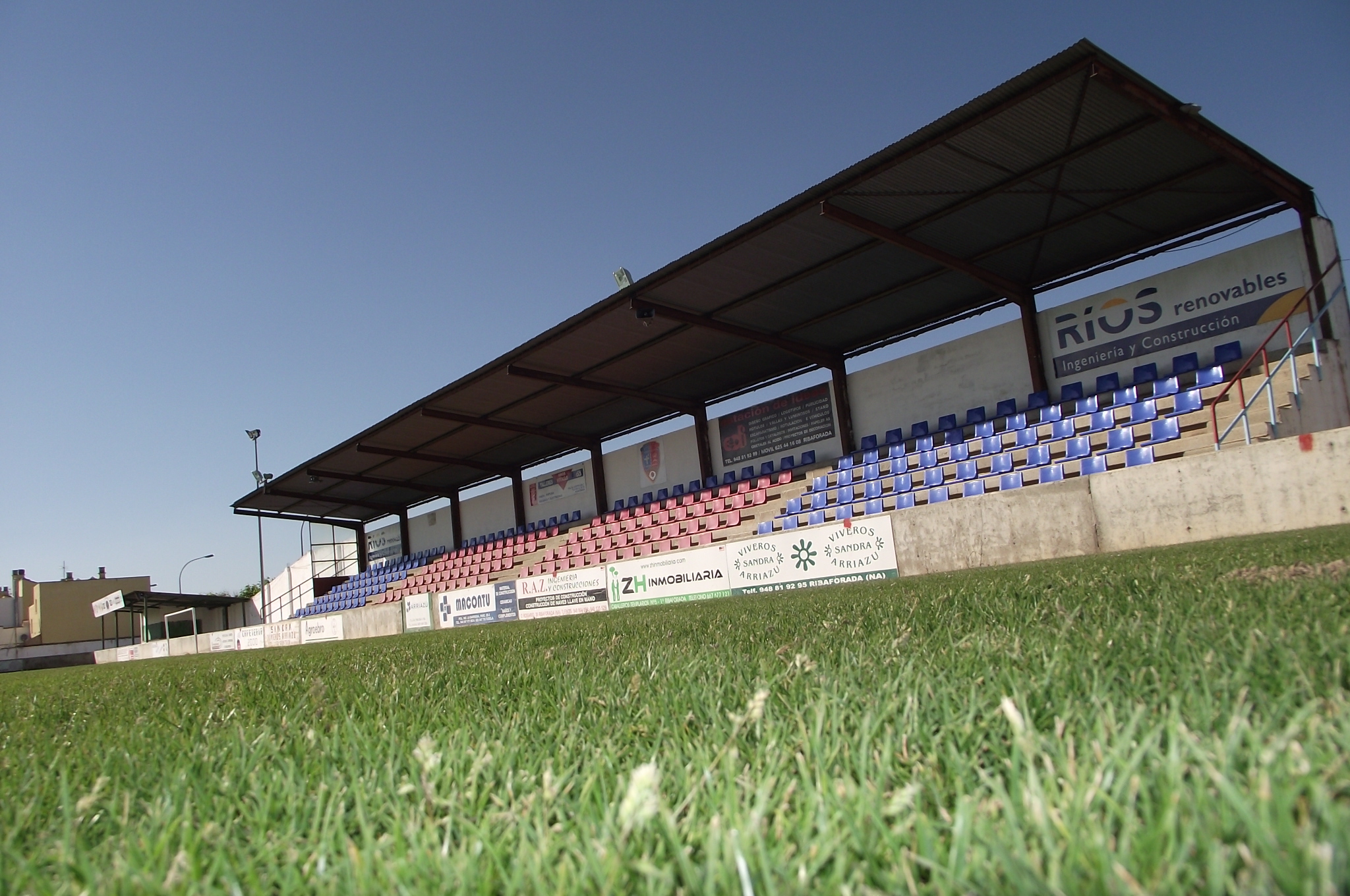
Tribuna lateral del San Bartolomé.

La sede del Club Deportivo Ribaforada es el 'Campo de Fútbol Municipal San Bartolomé de Ribaforada'. Es uno de los campos de fútbol más antiguos de Navarra. Anteriormente contó con otras ubicaciones. La construcción del actual estadio comenzó el 20 de octubre de 1955 y finalizó el 31 de mayo de 1961. Fue oficialmente inaugurado el 24 de agosto de 1961, con motivo de la celebración del popular Trofeo San Bartolomé. Cuenta con un terreno de juego de césped natural con dimensiones oficiales, vestuarios, varios almacenes de material, un graderío con orientación suroeste, bar y oficinas del club.
El estadio ha albergado importantes competiciones futbolísticas importante a nivel nacional. Su césped ha sido pisado, entre otros, por Johan Cruyff en su etapa como futbolista.

## Datos del club

### Denominaciones
A continuación se listan las distintas denominaciones de las que ha dispuesto el club durante su historia:
- Sociedad de Baile El Cerezo: antes de 1921.
- Club Deportivo Imperio: 1921-28 Regularización estatutaria del club en 1924.
- Club Deportivo Ribaforada: 1928-actualidad
- Club Deportivo Municipal Ribaforada: 2000-actualidad Nomenclatura adoptada por los equipos canteranos.

### Récords deportivos
- Mayor goleada conseguida: C.D. Ribaforada 15 - La Peña 0 (Final del Trofeo de Fustiñana, 11 de agosto de 1987)
- Mayor goleada encajada: C.D. Ribaforada 2 - C.A. Osasuna 10 (Amistoso de pretemporada, 22 de mayo de 1985)

## Organigrama deportivo

### Jugadores
Por el C.D. Ribaforada han pasado destacadas figuras del fútbol nacional e internacional:
- Jugadores/as: Eduardo Aizpún, Marcelín Lorente, Carlos Lapetra, Ricardo Lapetra, Juan Aguado 'Pirri', Álvaro Litago 'Alvarito', Chuma Rández, Víctor Aldaz, José Luis Antón, José Antonio Corella 'Pilolo', Javier Villafranca 'el Chino', José Luis González 'Becerra', Santi González, Paúl Ruiz, Jesús Marqués 'Conejo', Israel Vicente, Hnos. Beltrán (Jaime y Juan Carlos), Enrique Enériz, Óscar Gurría, Javi Moro, Luis Virto 'Pilón', Saúl Huguet, Patxi Martínez, Sergio Martínez 'Calcu', Ramón Zardoya, Samuel Lapuerta, Mario Zardoya, Carlota Bozal, Alejandro Arriazu, David González, Ivelin Vasilev, Imanol Urdániz, Mario Gil.
- Técnicos: Adolfo Marañón, Fulgencio Esteban Cea, Eusebio Cardenal, Rodolfo Escalada Ibáñez, José Lucrecio Luquin.

También han visitado o jugado en su sede deportiva:
- Jugadores/as: Johann Cruyff, Juan José Nogués, J. Andoni Goikoetxea, Patxi Puñal, Santiago Aragón, J.M. Yanguas, Fran Josué, Chema, Guti, Álvaro Morata, Daniel Carvajal, Iker Muniain, Jokin Esparza, Xavi Simons, Lamine Yamal, Mai Garde.
- Entrenadores: Jagoba Arrasate.
- Árbitros élite: Ricardo Lacambra Canela, Alberto Undiano Mallenco.
- Directivos: Ángel María Villar (Presidente de la RFEF), José Luis Navarro Castuera (Presidente de la FNF), José Luis Díez (Presidente de la FNF), Rafael Del Amo Arizu (Presidente de la RFEF y de la FNF), Luis Sabalza (Presidente del C.A. Osasuna).

| España | Carlos Lapetra | 13 |
| España | Adolfo Marañón | 2  |

### Plantilla femenina
El primer equipo femenino compite en fútbol sala, en categoría sénior.

### Cuerpo técnico
- Entrenador: Santiago González Osta
- Segundo entrenador y preparador físico: Javier Aguado
- Delegado de equipo y campo: Antonio Lapuerta Ruiz
- Fisioterapeuta: Mauricio Morales Andía
- Encargado del material: Miguel Ángel Bozal Huguet

A continuación se listan los entrenadores del club a lo largo de su historia por orden cronológico.
|    | Sección masculina                | Periodo                                   | Notas |
| -- | -------------------------------- | ----------------------------------------- | --- |
| 1  | Eduardo Aizpún Andueza           | 1921-25                                   | Como presidente-entrenador-jugador, compaginando además la capitanía del equipo.                                   |
| 2  | Adolfo Gómez Gómez               | 1925-28                                   | |
| 3  | José Lafraya Castrillo           | 1928-39                                   | Como presidente-entrenador-jugador, compaginando además la capitanía del equipo.                                   |
| 4  | Carmelo Caballero Medrano        | 1939-51                                   | |
| 5  | Darío Rodríguez Enériz           | 1951-67                                   | |
| 6  | Marcelino Lorente Zardoya        | 1967-70                                   | |
| 7  | Jesús Arriazu Gómez              | 1970-74                                   | |
| 8  | Jesús Zardoya Enrique            | 1974-75                                   | |
| 9  | Ignacio Pérez Garde              | 1975-79                                   | |
| 10 | Rodolfo Escalada Ibáñez          | 1979-81                                   | |
| 11 | Fulgencio Esteban Cea            | 1981-82                                   | |
| 12 | Fausto Ruiz Martínez             | 1982-83                                   | |
| 13 | Eusebio Cardenal Miguel          | 1983-84                                   | |
| 14 | Andrés Roldán                    | 1984-85                                   | |
| -  | Fausto Ruiz Martínez             | 1985                                      | Segunda etapa. |
| 15 | Pedro Ibáñez                     | 1985-86                                   | |
| 16 | Juan José Sola Aguirre           | 1986-88                                   | |
| 17 | José Lucrecio Luquin Sagasti     | sd                                        | |
| 18 | Adolfo Pérez Marañón             | 1992-96                                   | |
| 19 | Luis Miguel Blas Villar          | 1996-97                                   | |
| -  | Adolfo Pérez Marañón             | 1997-99                                   | |
| 20 | Vicente Paúl Ruiz Huguet         | 1999-02                                   | |
| 21 | ¿?                               | 2002-05                                   | |
| 22 | Antonio Ruiz Arriazu             | 2004-05                                   | |
| -  | Juan José Sola Aguirre           | 2005-07                                   | Segunda etapa. |
| 23 | Santiago González Osta           | 2007-08                                   | |
| 24 | Alfredo Lostado Aguirre          | 2009 - 23 de enero de 2012                | |
| 25 | José Antonio Ruiz Castillo       | 23 de enero de 2012 - 2012                | Interino. Como entrenador-jugador.                                                                                 |
| 26 | Míchel Simón Ullate              | 2012                                      | Como entrenador-jugador.                                                                                           |
| 27 | Ramón Zardoya Rodríguez          | 2012                                      | Interino. Como presidente-entrenador-jugador, compaginando además la capitanía del equipo.                         |
| 28 | Enrique Litago Tabuenca          | 2012-14                                   | |
| 29 | Saúl Huguet Nuño                 | 2014-16                                   | |
| -  | Santiago González Osta           | 20 de junio de 1916 - 2018                | Segunda etapa. |
| 30 | Israel Vicente Chivite           | 2018-19                                   | Luis Balbuena Rodríguez como segundo entrenador.                                                                   |
| 31 | Carlos Carrera Berdonces         | 30 de junio de 2019 - 26 de mayo de 2020  | Jonathan Enrique Huguet como segundo entrenador.                                                                   |
| -  | Santiago González Osta           | 24 de mayo de 2020 - 2022                 | Tercera etapa. Ramón Zardoya Rodríguez como segundo entrenador. Israel Vicente Chivite como entrenador de porteros |
| 32 | Rafa Bericat Orta                | 5 de junio de 2022 - 6 de junio de 2023   | |
| 33 | Francisco Javier Román García    | 10 de junio de 2023 - 31 de enero de 2024 | Eneko Orta como segundo entrenador.                                                                                |
| -  | Santiago González Osta           | 31 de enero de 2024 - febrero 2024        | Interino. Cuarta etapa.                                                                                            |
| 34 | Javier Serrano Martínez          | febrero 2024 - 28 de mayo de 2024         | |
| 35 | Rubén Armendáriz García          | 11 de junio de 2024 - act.                | Javier Lite Martínez como segundo entrenador. Adrián Huguet Zardoya como entrenador de porteros                    |
|    | Sección femenina                 | Periodo                                   | Notas |
| 1  | Desconocido                      | 1973-74                                   | |
| 2  | Francisco Javier Marqués Zardoya | 2009-11                                   | |
| 3  | José Antonio Ruiz Castillo       | 2011-22                                   | |
| 4  | Carlos Carrera Berdonces         | 2022-act.                                 | |

### Directiva
El club es una sociedad regulada por unos estatutos y organizada a través de una junta directiva, cuyo máximo representante es su presidente. La directiva es elegida democráticamente por los socios cada cuatro años. La junta directiva del club está compuesta por los cargos de: Presidente, Vicepresidente, Tesorero, Contador, Secretario, Vicesecretario y Vocales. El actual presidente de la entidad desde el 28 de marzo de 2021 es Míchel Fernández Ariza.
| 1  | Eduardo Aizpún Andueza     | 1921 - 24 | 2  | Narciso Martínez                 | 1924-28   |
| 3  | José Lafraya Castrillo     | 1928-39   | 4  | Fermín Cornago Ortiz             | 1939-43   |
| 5  | Benjamín Latorre Acereda   | 1943-48   | 6  | Jesús Rodríguez Lorente          | 1948-49   |
| 7  | Jacinto Huguet Enrique     | 1949-50   | 8  | Ildefonso Echave Ocáriz*         | 1950-51   |
| 9  | Aurelio Gómez Gómez        | 1951-54   | 10 | José Luis Gascón Jiménez         | 1956-57   |
| -  | Aurelio Gómez Gómez        | 1961-63   | 11 | Félix Balbino González Cardenal  | 1963-67   |
| 12 | Primitivo Ruiz Castillo    | 1967-68   | -  | Félix Balbino González Cardenal  | 1968      |
| 13 | Darío Rodríguez Enériz     | 1968-69   | -  | Fermín Cornago Ortiz**           | 1969-71   |
| 14 | Francisco Zardoya Gómez    | 1971-73   | 15 | Félix Zardoya Gascón             | 1973-75   |
| 16 | Bartolomé Zardoya Lorente  | 1975-78   | 17 | José Luis Urzaiz Jimeno          | 1978-80   |
| 18 | Jesús Arriazu Gómez        | 1980-82   | 19 | Alberto Lite Bellón              | 1982-83   |
| 20 | Rafael Martín Miguel       | 1983-84   | 21 | Ángel Corral Angós               | 1984-88   |
| 22 | Evelio Gil García          | 1989      | 23 | Luis María Carcas Marqués        | 1990-91   |
| 24 | Ángel Sierra Aranaz        | 1991      | 25 | Generoso Huguet                  | 1992      |
| -  | Evelio Gil García          | 1992-96   | 26 | Félix Reinaldos Bernal           | 1996-97   |
| 27 | Pedro Martínez Villafranca | 1997-99   | 28 | Vicente Paúl Ruiz Huguet         | 1999-2001 |
| 29 | José Manuel Huguet Ariza   | 2001-03   | 30 | Carlos Rodríguez Sola            | 2003-04   |
| 31 | Rubén Marqués Pascual      | 2004-09   | 32 | Luis Miguel Huguet Sola          | 2009-11   |
| 33 | Pedro José Sanz Marqués    | 2011-13   | 34 | Francisco Javier Marqués Zardoya | 2013-14   |
| 35 | Ramón Zardoya Rodríguez    | 2014-16   | 36 | Sergio Martínez Aznar            | 2016-21   |
| 37 | Míchel Fernández Ariza     | 2021-25   | 38 | Saúl Ariza Ruiz                  | 2025-act. |

Notas: (*) Ostentó el cargo de iure, de manera honorífica, puesto que su cargo de Alcalde le impedía ejercerlo de forma exclusiva. En realidad, el presidente de facto continuó siendo el anterior, Jacinto Huguet Enrique. (**) Ostentó el cargo de iure, de manera honorífica, puesto que su cargo de Alcalde le impedía ejercerlo de forma exclusiva. En realidad, el presidente de facto fue su vicepresidente, Francisco Zardoya Gómez.
| José Gascón Magallón | 23 de enero de 1974 | a título póstumo |

## Cantera
La cantera del C.D. Ribaforada está compuesta por todos los equipos filiales que compiten en varios deportes bajo la denominación oficial de Club Deportivo Municipal Ribaforada. Comparten las mismas instalaciones y colores de la indumentaria que el primer equipo. Dependen del Consejo Municipal de Deportes de Ribaforada, nombre que aparece en su escudo.
Aunque el club siempre ha contado con canteranos locales en sus filas, sus equipos formativos se constituyeron de forma oficial en 1969 cuando entró en competición el equipo de categoría infantil. Paulatinamente, la oferta se fue ampliando hasta ocupar la mayoría de las categorías inferiores del fútbol navarro. El club ha llegado a contar hasta en dos periodos, un total de tres temporadas, con un equipo filial en categoría sénior, compitiendo con el nombre de C.D. Ribaforada Promesas en las temporadas 1979-80 (segunda regional, grupo III) y 1989-91 (primera regional, grupo II).
La gestión de los equipos de categorías inferiores corrió a cargo del club de forma privada hasta principios del siglo XXI, cuando paulatinamente pasaron a estar bajo gestión municipal. El último en hacerlo fue el equipo juvenil de fútbol en el año 2000. Para llevar a cabo este traspaso, el Ayuntamiento local fundó el C.D.M. Ribaforada el 28 de julio del año 2000. Tras ello, el C.D. Ribaforada y el consistorio municipal firmaron el 14 de agosto del 2000 un convenio de filialidad que los vinculó definitivamente. Desde entonces los equipos canteranos forman parte de la organización deportiva municipal.
El filial cuenta con secciones formativas en diversos deportes: fútbol, fútbol sala, baloncesto, balonmano, atletismo, tenis, pádel, gimnasia rítmica, natación, patinaje, kárate, judo... Su sección más nutrida es el balompié, contando con representación en todas las categorías inferiores del fútbol navarro, incluyendo una escuela de fútbol pre-benjamín propia. La suma total de deportistas en formación supera los trescientos miembros, siendo más de doscientos dedicados al fútbol. Al finalizar el curso deportivo en época estival, el club celebra una entrega de medallas y diplomas que suele realizarse en manos de jugadores/as del C.A. Osasuna o Ribera Navarra F.S..
Su órgano de dirección es el Consejo Municipal de Deportes, presidido por el concejal de deportes correspondiente, actualmente Jorge Lasheras. Su dirección deportiva corre a cargo de la coordinadora deportiva, siendo Ana María Zardoya Gómez desde su creación.
| 1 | Sergio Lafuente Ibáñez | 2000 - 2019       |
| 2 | Saúl Huguet Nuño       | 2019 - 2023       |
| 3 | Jorge Lasheras Sierra  | 2023 - actualidad |

Además de su filialidad interna, el club también ha mantenido acuerdos de filialidad con otros clubes externos. Actualmente, desde 2011 y habiendo ocurrido en otros periodos anteriores, el club tiene un acuerdo de filialidad con el C.A. Osasuna. También lo tuvo por un tiempo desde 1984 con el C.D. Tudelano, cuando éste militaba en Regional Preferente y aquel en tercera división.

## Otras secciones deportivas
Ribaforada cuenta (o ha contado en algún momento) con secciones en diversos deportes: fútbol, fútbol sala, baloncesto, balonmano, ciclismo, atletismo, tenis, pádel, gimnasia rítmica, patinaje, kárate, judo, natación, motociclismo (enduro), pelota vasca, baile deportivo, ajedrez, petanca.

### Club Deportivo Veteranos de Ribaforada

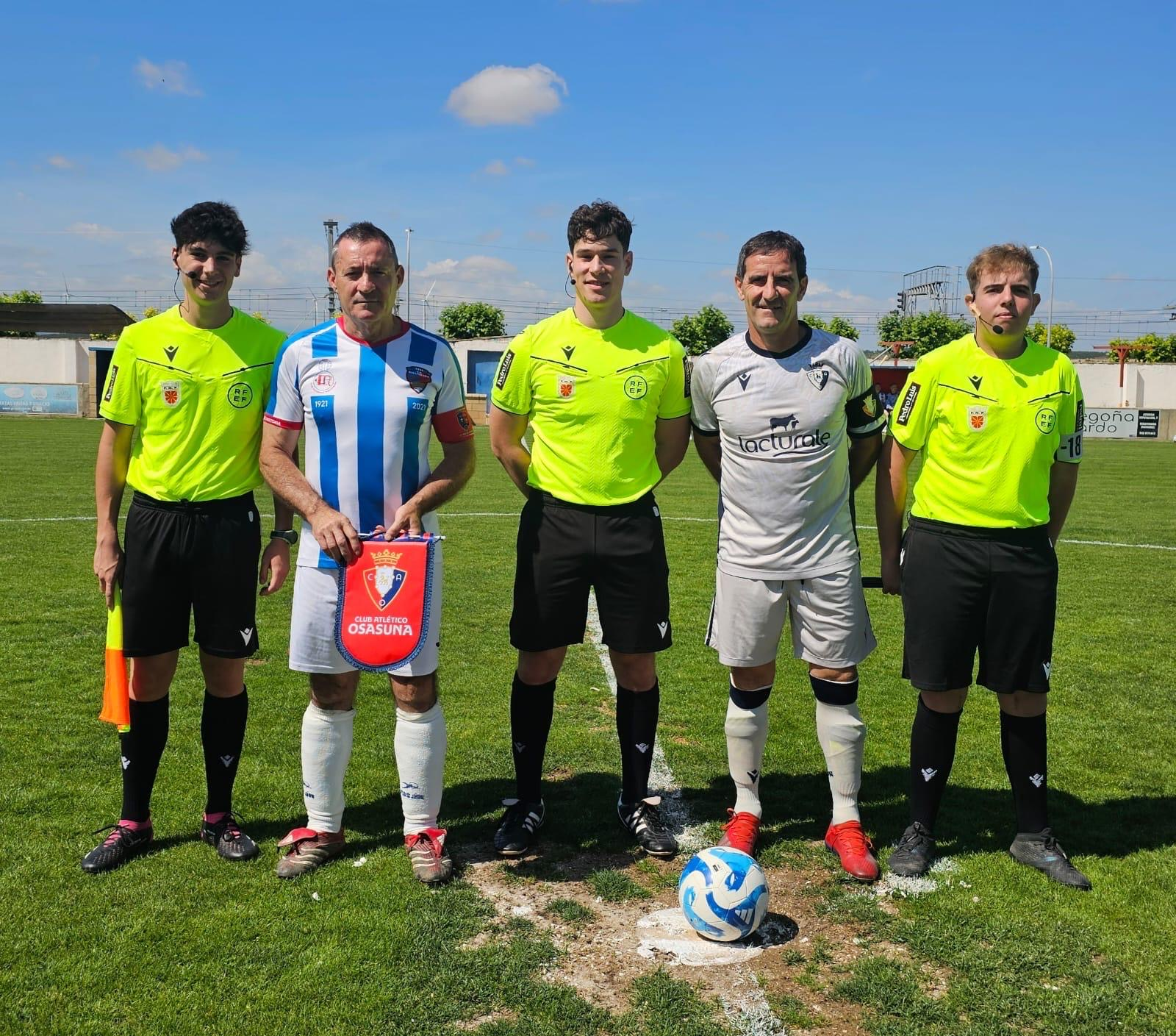
Foto de capitanes previa al partido de leyendas CD Ribaforada - CA Osasuna (Est. San Bartolomé, 7 junio 2025). Los capitanes Paúl Ruiz (portando el banderín) y Yanguas.

El club cuenta con un equipo compuesto por exjugadores pertenecientes a la Asociación de Futbolistas Veteranos de Ribaforada. El equipo fue formado en el año 1990 por jugadores retirados con el fin de practicar el fútbol con otros equipos análogos en jornadas dominicales. Tiene su propio escudo y colores característicos. Curiosamente suele vestir las rayas rojiblancas en la camiseta, al estilo Athletic Club pero con calzón azul oscuro, ya que muchos de esos miembros fundadores eran aficionados al equipo bilbaíno.
Para conmemorar el vigésimo aniversario de la fundación de la Peña Osasunista Sentimiento Rojillo de Ribaforada, el 7 de junio de 2025 se disputó en el Estadio San Bartolomé un encuentro entre leyendas de Tercera División del C.D. Ribaforada y C.A. Osasuna Veteranos. El encuentro sirvió para reunir a jugadores históricos de ambos clubes y disfrutarlos de nuevo de corto sobre el césped. Esta vez el equipo local lució la elástica blanquiazul correspondiente a su centenario.

### Baloncesto
El club ha contado con varios equipos en competición desde los años noventa. Sobre todo en categoría femenina, especialmente al impulso del profesor Mariano Arriazu. Actualmente compiten bajo la denominación Ribaforada Basket en las categorías femeninas: júnior, infantil y minibasket. En 2019 el equipo Preinfantil femenino se proclamó campeón de la Liga Navarra. Actualmente el primer equipo está entrenado por Arturo Reinaldos.  

### Atletismo
Una de las secciones más populares del deporte ribaforadero es el atletismo, especialmente la especialidad de running. Ribaforada contó con pioneros de la carrera pedestre desde finales de los años sesenta y principios de los setenta, como Genaro Rodríguez y los hermanos Martín y Josepe Lamata. Las carreras locales siempre han contado con una gran popularidad. A principios de este siglo se organizó la Asociación de Atletismo de Ribaforada que formalizó el Club de Atletismo de Ribaforada, que realiza diversas salidas y participa en las principales carreras de la comarca. También está detrás de la organización de las principales carreras de la localidad: la Joya de San Blas (prefiestas del 3 de febrero), la Subida a la Ermita (1 mayo), la Joya de San Bartolomé (prefiestas del 24 de agosto). Su presidente es Paúl Corella Martínez. Suelen utilizar una equipación con los colores blanco y rojo, de la marca Mizuno.

### Pádel
En Ribaforada se practica el pádel desde principios del siglo XXI. Las primeras pistas fueron privadas hasta que el 11 de mayo de 2024 se inauguró en las propias instalaciones anexas al campo de fútbol una pista cubierta para su práctica. La apertura contó con un partido de exhibición a la que asistieron el presidente del club, el alcalde, el concejal de Deportes y el director gerente del Instituto Navarro del Deporte y de la Actividad Física. Desde entonces el club cuenta con una escuela de pádel gestionada de manera municipal y organiza diversos torneos locales.

### Ciclismo
El Club Ciclista de Ribaforada realiza desde los años ochenta salidas dominicales tanto en la modalidad de ruta como MTB y organizaba desde los años noventa dos importantes carreras locales: la Vuelta al Cajero (prefiestas de San Blas, 3 de febrero) y la carrera ciclista San Bartolomé (prefiestas del 24 de agosto). Tras un comienzo de siglo en el que descendió su actividad, el 17 de julio de 2021 el club anunció el aumento de la regularización de sus salidas. En los años noventa fue patrocinado por Caja Rural y actualmente por la marca de comida procesada Diquesí. Viste la marca deportiva Alé Cycling.

### Baile
La historia del club está íntimamente ligada al baile teniendo en cuenta que el equipo de fútbol se formó en el seno de la Sociedad de Baile El Cerezo, una asociación previa cuya actividad principal era la organización de sesiones de bailes con carácter lúdico. Más recientemente, en Ribaforada se practican varias modalidades de baile deportivo y cultural, como Hip-hop, danzas tradicionales (jotas, gigantes, bailables...), folklóricas (sevillanas) o bailes de salón.

### Patinaje
En Ribaforada se practica el patinaje artístico en sala desde los años ochenta. En 2016, una serie de jóvenes reavivaron la actividad física sobre ruedas fundando Riba-Patina, esta vez con un espíritu más freestyle. La sede social se ubicó en el Disco-Bar Bocaccio. El grupo realiza sus actividades y talleres en el Patinódromo Municipal inaugurado en 2019 en el Parque Mirador de Las Bardenas. La ubicación se encuentra muy cerca del primer Campo de Tiro y donde se asentó el tercer campo de fútbol con el que contó el club.

### Ajedrez
La Escuela de Ajedrez de Ribaforada se inauguró el 14 de octubre de 2011, llegando a contar con varias promesas a nivel nacional. 

### Petanca
El equipo de petanca, compuesto principalmente por los jugadores/as más veteranos/as participa en las competiciones comarcales desde finales del siglo XX. El primer terreno de juego de petanca fijo se ubicó anexo al Club de Jubilados Tolerancia y Alegría, en la actual plaza Félix Buil, ya que éste surtía de jugadores al equipo. Desde 2019, el campo se sitúa en el Parque Mirador de Las Bardenas. También se dispone de un campo de práctica móvil dentro de las instalaciones del estadio San Bartolomé, que es habilitado en algunas competiciones comarcales.

### Tiro deportivo
Ribaforada cuenta con una moderna instalación de tiro deportivo orientada principalmente a la modalidad de tiro al plato. La infraestructura es municipal y está gestionada por la Sociedad de Cazadores y Pescadores de Ribaforada. La arraigada tradición cinegética llevó al desarrollo del tiro de precisión en la localidad. El primer campo de tiro se localizaba a finales del siglo XX en el camino que lleva a El Bocal, muy cerca de la localización en la que se asentó el histórico tercer campo de fútbol. En 2007 se inauguró el Campo de Tiro Juan José González, nombrado en honor a uno de sus miembros fundadores recién fallecido. En él se celebran varios campeonatos relacionados con las fiestas locales.

## Aficionados

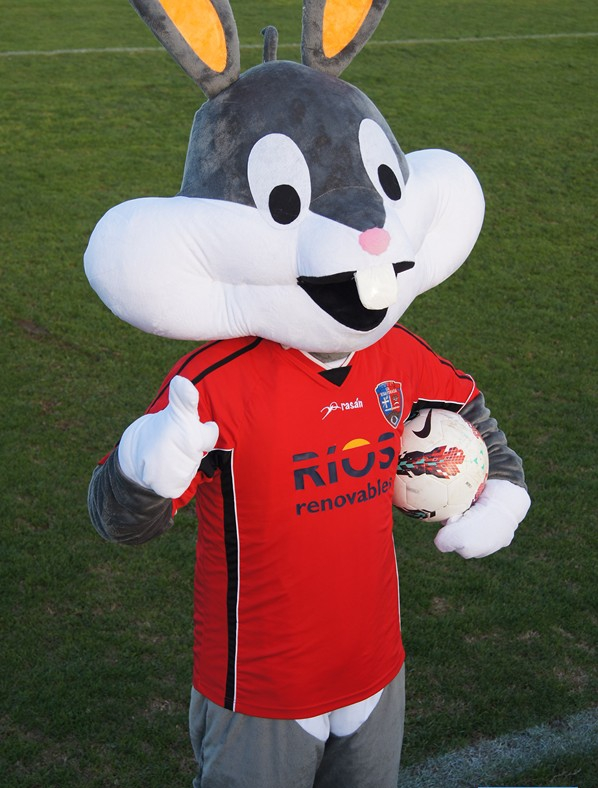
Bartolín animando al CDR.

A lo largo de su historia, el club siempre ha tenido seguidores de distinta índole. Además de los simpatizantes, cuenta con cientos de socios entre los que se compone la junta directiva. Cabe hacer mención de la "Peña Ribaforadera Frente Carajillo", fundada a comienzos de nuestro siglo como una peña de fútbol moderna y organizada en torno a una directiva presidencial cuyo propósito es acompañar a su equipo allá donde juegue para animarle con sus cánticos y su bombo. Además, el club cuenta con su propia mascota, el conejo "Bartolín", que anima todos los intermedios de los encuentros jugados en el San Bartolomé y también dispone de su propia prensa deportiva, el portal de noticias Ribaforada1921.
Sus logros deportivos se celebran por las calles de la localidad, donde los jugadores, técnicos y directivos han solido desfilar encaramados a un engalanado remolque tirado por un tractor agrícola. En ocasiones, la fiesta se ha concentrado en la fuente de la plaza de los Donantes (anexa al pabellón multiusos Ribaforada Arena) y en la fuente de los jardines de la avenida central Caballeros Templarios. A veces, el equipo ha sido recibido a ritmo del himno y música festiva por la Banda de Música y el Coro local. Cabe destacar el desplazamiento que realizó el equipo a Fontellas a principios de los años veinte cuando fue llamado por la dirección del Canal Imperial para inaugurar el Campo de Fútbol Pignatelli ubicado en El Bocal. La expedición ribaforadera remontó el canal hacia su destino navegando en una barcaza artísticamente engalanada para el evento.

### Curiosidades

El guardameta ribaforadero Marcelín (izq.) junto al árbitro Ricardo Lacambra Canela (centro) de 1ª Div. antes del saque inicial en el San Bartolomé (años 60).

- El C.D. Ribaforada es el tercer club más longevo de Navarra. El más antiguo referido a la comarca de La Ribera.[27] Su fundación oficial se data el 3 de febrero de 1921 con la disputa de su primer encuentro documentado, aunque su creación es probable que se hubiera producido a finales de 1920. Los dos clubes que le anteceden son el C.A. Osasuna[28][29](fundado el 31 de mayo de 1919) y el C.D. Aurrera de Liédena (20 de marzo de 1920)[30]
- Eduardo Aizpún Andueza[31] fue promotor, socio fundador, presidente y jugador tanto del Osasuna como del Ribaforada.
- El club ha contado en cinco ocasiones con un presidente en activo también como jugador y capitán: Eduardo Aizpún, José Lafraya, Paúl Ruiz, Ramón Zardoya y Sergio Martínez. Tres de ellos han llegado a dirigir al equipo además como entrenadores: Aizpún, Lafraya y Zardoya.
- El primer gol que anotó el C.D. Ribaforada en su segundo siglo de historia lo marcó el cortesino Álvaro Sánchez tras mandar a las redes una falta lejana durante un amistoso celebrado el 10 de agosto de 2021 en el San Bartolomé frente a la A.D. Cabanillas.
- El Ribaforada logró en la temporada 2021/22 ser el equipo menos goleado del fútbol navarro en competición regular. En veintidós partidos encajó once goles (una media de medio gol por encuentro), llegando a acumular  más de mil minutos de juego sin encajar. Estuvo once jornadas consecutivas con la portería a cero (tres meses y veinticinco días).
- El C.D. Ribaforada mantiene una sana "rivalidad deportiva" con el C.D. Buñuel, equipo de la localidad vecina. Por eso, los partidos entre ambos adquieren la categoría de derbis.
- El club homenajeó en un partido de liga contra el C.D. Corellano acaecido en 2005 a la banda municipal de música de Ribaforada por su centenario. El entonces presidente, Rubén Marqués, hizo entrega de una placa conmemorativa al director musical Antonio Huguet, que a su vez, hizo el saque de honor del encuentro.
- El club profesa históricamente devoción católica. Está encomendado a sus patronos y patrona de la localidad, a los santos San Blas y San Bartolomé y a la Virgen de los Desamparados. De ellos toma el nombre de su estadio y sus trofeos. Sus instalaciones están bendecidas por el párroco local. Antes de saltar al campo, y previo al grito del equipo, es habitual que el equipo rece un padrenuestro.
- El 19 de noviembre de 1967, el saque de honor del encuentro disputado en el San Bartolomé (Ribaforada 5-0 Santacara) lo realizó la actriz internacional de origen austriaco Irán Eory.

| Marcelo Custodio Pijín Pérez Aizpún Quinos Moquita Pascual Bernal Atilano Huguet |
| Primer once histórico, año 1921.                                                 |

## Palmarés

### Ligas
- Campeón Regional Preferente (1): 1986/87.
- Campeón Primera Regional (4): 1985/86 (grupo III), 2006/07 (grupo IV), 2012/13 (grupo I) y 2022/23 (grupo I).
- Campeón Segunda Regional (1): 1967/68 (grupo II).
- Subcampeón Tercera División (1): 1993/94 (grupo XV).
- Subcampeón Primera Regional (4): 1983/84 (grupo II), 2009/10 (grupo I), 2017/18 (grupo IV) y 2021/22 (grupo I).
- Subcampeón Segunda Regional (2): 1949/50 (grupo D) y 1978/79 (grupo III).
- Subcampeón Campeonato de Navarra de Aficionados (1): 1956/57.
- Tercer Puesto Primera Regional (2): 1980/81 (grupo II) y 2004/05 (grupo IV).
- Tercer Puesto Segunda Regional (3): 1957/58 (grupo C), 1969/70 (grupo III) y 1975/76 (grupo III).

### Trayectoria histórica
El C.D. Ribaforada ha disputado más de sesenta temporadas de competición oficial, logrando más de 2.200 puntos, con más de 3.000 goles en casi 2.000 partidos (una media de 1,5 goles por partido).

### Trofeos
- Trofeo San Blas: Es uno de los campeonatos más antiguos del fútbol navarro. Se trata de una final a partido único que se ha solido disputar el día del patrón local San Blas, 3 de febrero, o en fechas anexas, dentro del programa de Fiestas oficial. Su primera edición data del 3 de febrero de 1921, sirviendo como fecha de presentación oficial del equipo. En muchas ocasiones el trofeo se ha homologado a una jornada liguera ordinaria por el solape que se produce con el calendario oficial de competición.

1. 1921 (3 feb): C.D. Ribaforada 3-1 S.C. Manlia
2. 1971 (3 feb): C.D. Ribaforada 2-7 C.A. Osasuna (Bodas de Oro del club)
3. 1988 (3 feb): C.D. Ribaforada 2-1 C.D. Aragón
4. 1993 (3 feb): C.D. Ribaforada 0-5 C.A. Osasuna
5. 1994 (3 feb): C.D. Ribaforada - C.A. Osasuna
6. 1997 (2 feb): C.D. Ribaforada 2-2 C.D. Haro Deportivo
7. 1999 (3 feb): C.D. Ribaforada - C.D. Calahorra
8. 2007: C.D. Ribaforada - C.D. Cárcar
9. 2008: C.D. Ribaforada - C.D. Erriberri
10. 2009: C.D. Ribaforada - C.D. Buñuel
11. 2012 (4 feb): C.D. Ribaforada 0-0 C.D. Cabanillas
12. 2014 (1 feb): C.D. Ribaforada 1-1 C.D. Peña Azagresa
13. 2015: C.D. Ribaforada - C.D. Corellano
14. 2016: C.D. Ribaforada - C.D. Monteagudo
15. 2017: C.D. Ribaforada - C.D. La Peña
16. 2019: C.D. Ribaforada - C.D. Cabanillas
17. 2020: C.D. Ribaforada - C.D. Calatrava
18. 2024 (3 feb): C.D. Ribaforada 0-1 C.D. Zarramonza
19. 2025 (1 feb): C.D. Ribaforada 4-0 C.D. Calatrava

- Trofeo San Bartolomé: Torneo enmarcado dentro del programa oficial de las Fiestas Mayores en honor al santo local desde 1970 en el Estadio San Bartolomé, normalmente el día 24 de agosto o prefiestas, aunque existe constancia de que se celebraron amistosos previos para celebrar dicha efeméride, por ejemplo en los años 1935 y 1950. Su formato clásico es el de final a partido único, aunque en ocasiones ha tomado la configuración de triangular. En él han participado equipos de renombre como Osasuna Promesas, Bilbao Athletic, Real Zaragoza B, Real Sociedad B, C.D. Logroñés o S.D. Huesca.
- XIII Trofeo Ayuntamiento de Cabanillas: C.D. Ribaforada 2-2 Ejea 2 (5-4 pen.) | C.A. Cabanillas 2-4 C.D. Tudelano | Final: C.A. Cabanillas (por imparecencia del C.D. Tudelano) 1-4 C.D. Ribaforada

### Otros galardones
- Medalla al Mérito Deportivo de Navarra: otorgada por la presidenta foral María Chivite el 27 de noviembre de 2023 como distinción a la centenaria trayectoria del club ribaforadero al deporte navarro.
- Ribaforadero Popular 2023: reconocimiento otorgado el 23 de agosto de 2023 por el Ayuntamiento de Ribaforada y entregado por el Motoclub Caballos de Fuego en forma de placa.[33]
- Galardón Deportivo: Insignia del club: entregada el 3 de febrero de 1971 por el Ayuntamiento de Ribaforada y la directiva del club por sus Bodas de Oro.
- Placa de Homenaje de la FNF por su Noventa Aniversario: entregada el 18 de diciembre de 2011 por la Federación Navarra de Fútbol, a través de su Presidente, José Luis Díez Díaz.
- Placa Conmemorativa del Ayuntamiento de Ribaforada por el Centenario del C.D. Ribaforada: entregada por el alcalde Tirso Calvo el 21 de agosto de 2021.
- Placa de Agradecimiento de la Fundación Osasuna: entregada al C.D. Ribaforada el 3 de noviembre de 2011 por la Fundación Osasuna en agradecimiento por su colaboración.
- Premio Diario de Navarra 1987: al equipo más goleador de la regional preferente en la temporada 1986/87 (86 goles).
- Placa de la Banda de Música e Ribaforada al C.D. Ribaforada por sus 100 Años de Historia: entregada por su director José Antonio Huguet el 25 de diciembre de 2021 durante el Concierto de Navidad.